# 鈴木鉄夫
鈴木 鉄夫（すずき てつお、1980年3月1日 - ）は、神奈川県横浜市出身の元バスケットボール選手である。ポジションはF。

## 来歴
横浜商大高、青山学院大学卒業後に関東実業団リーグの東京日産に入団。2002年春のリーグでは新人賞とベスト5を獲得し、同年秋にもベスト5を獲得するなど活躍。
翌、2003年にオーエスジーフェニックスに加入。
オーエスジーのbjリーグ転籍によりJBL2のアイシン・エィ・ダブリュ アレイオンズ安城に移籍。

## 経歴
- 横浜商大高 - 青山学院大学 - 東京日産（2002年〜2003年） - オーエスジーフェニックス東三河（2003年〜2008年） - アイシン・エィ・ダブリュ